# Académie des sciences

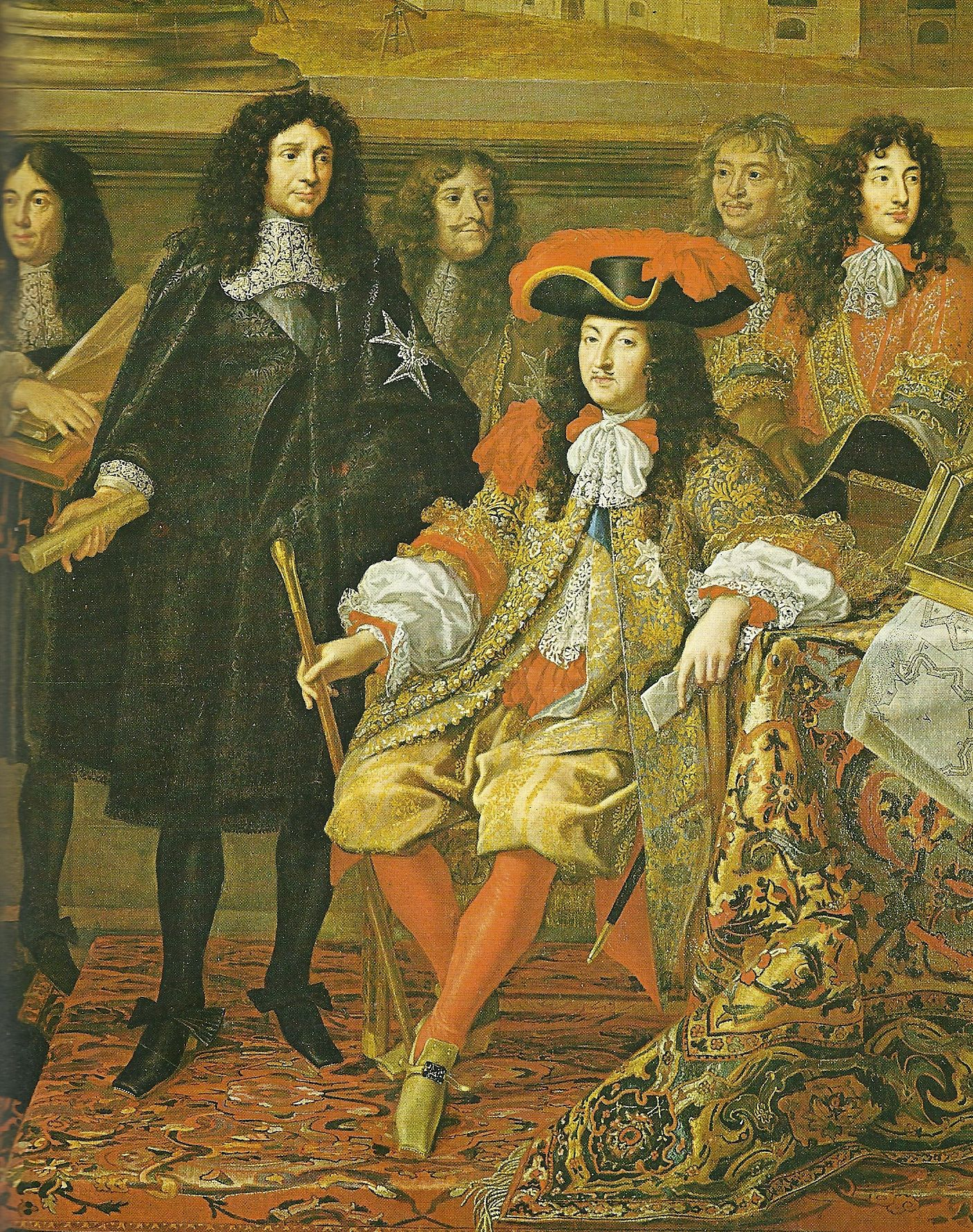
Ludwig XIV. wohnt mit Colbert der Gründung der Académie bei (1666)

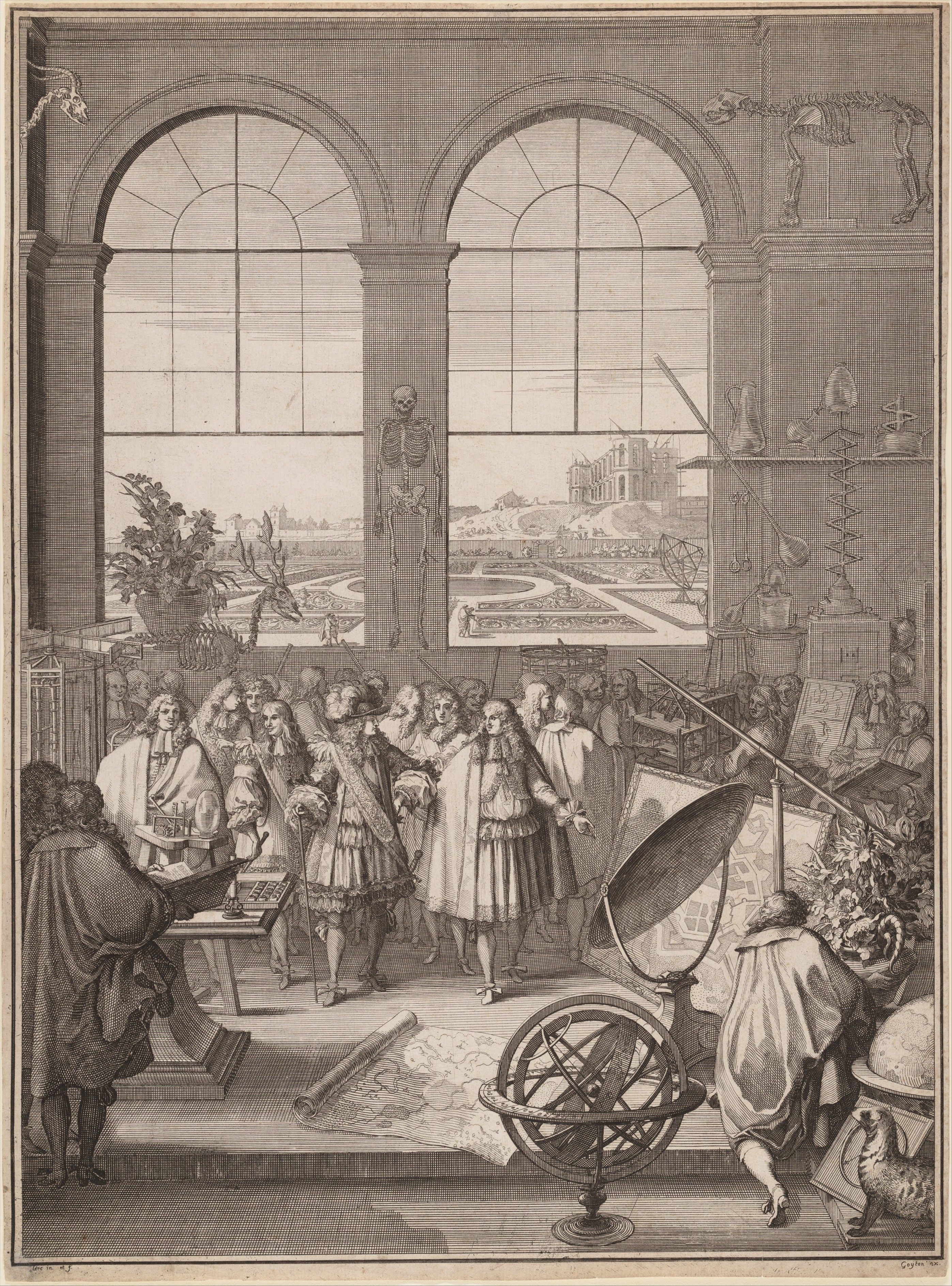
Ludwig XIV. besucht die Académie des sciences 1671

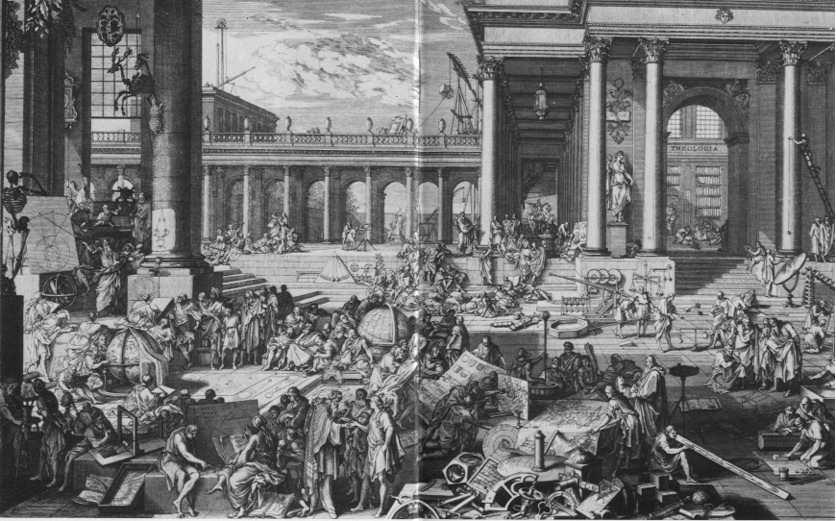
Académie des sciences 1698

Die Académie des sciences de l’Institut de France, traditionell nur Académie des sciences (Akademie der Wissenschaften) genannt, ist eine der fünf Akademien, die zum Institut de France zusammengeschlossen wurden.

## Geschichte
Die Académie des sciences verdankt ihr Entstehen dem Plan Jean-Baptiste Colberts, eine Einrichtung zu schaffen, die sich ausschließlich um die Forschung bemüht. Sie fand ihre Mitglieder in verschiedenen Wissenschaftszirkeln, die sich im 17. Jahrhundert um einen Mäzen oder eine gelehrte Person scharten. Colbert wählte eine kleine Gruppe aus, die sich am 22. Dezember 1666 in der Bibliothek des Königs versammelte, die kürzlich in der Rue Vivienne eingerichtet worden war und sich dort von jetzt an alle zwei Wochen zu Arbeitssitzungen traf. Die ersten 30 Jahre der Existenz der Akademie waren informell, da das neue Institut sich noch kein Statut gegeben hatte.
Am 20. Januar 1699 gab König Ludwig XIV. der Gesellschaft ihr erstes Reglement. Die Akademie erhielt den Titel einer Académie royale und wurde im Louvre angesiedelt. Bestehend aus 70 Mitgliedern trug sie im 18. Jahrhundert mit ihren Veröffentlichungen zur Entwicklung des Wissens bei und spielte mit ihrer Nähe zur Macht auch eine politische Rolle. Zu den bedeutenden Arbeiten gehörte beispielsweise die Erdmessung, für welche die Akademie in den Jahren von 1735 bis 1740 zwei große Expeditionen nach Peru und Lappland ausrüstete.
Von 1702 bis 1797 wurde die Zeitschrift Histoire de l'Académie royale des sciences … avec les mémoires de mathématique & de physique publiziert.
Am 8. August 1793 wurden alle Akademien vom Nationalkonvent verboten.
Zwei Jahre später am 22. August 1795 wurde ein nationales Wissenschaftsinstitut eingerichtet, das sich aus den alten literarischen natur- und geisteswissenschaftlichen Akademien zusammensetzte. Die erste Klasse des Instituts (Physik und Mathematik) war mit ihren 66 von 144 Mitgliedern die größte.
1805 wurde die Akademie im ehemaligen Collège des quatre nations untergebracht. 1816 erhielt die Académie des sciences ihre Autonomie zurück, als sie dem Institut de France beitrat. Schirmherr der Akademie ist der Staatschef.
1835 wurden unter dem Einfluss von François Arago die Tagungsberichte der Akademie geschaffen (Comptes rendus de l’Académie des sciences), die ein erstrangiges Mittel wurden, um die wissenschaftlichen Arbeiten in Frankreich und im Ausland zu verbreiten.
Seit dem Beginn des 20. Jahrhunderts erfuhr die Akademie einen Niedergang an Aktivität und Einfluss. Angesichts der beschleunigten Entwicklung der wissenschaftlichen Forschung in Frankreich musste die Akademie, um sich ihren Ruf zu erhalten, ihre Strukturen und Aufgaben reformieren. Der erste Schritt dieser Reformen wurde mit dem Dekret vom 2. Mai 2002 (Journal Officiel n° 104 du 4 mai 2002) durchgeführt, das die Wahl von 26 neuen Mitgliedern erlaubte. Der zweite Schritt war das Dekret vom 31. Januar 2003 (Journal officiel n° 28 du 2 février 2003).
Weibliche Mitglieder wurden erst knapp drei Jahrhunderte nach der Gründung, 1962 (als volle Mitglieder erst 1979) zugelassen.

## Präsidenten
- Die folgende Liste führt die Präsidenten der Akademie der Wissenschaften von 1699 bis heute auf:[3][4]

- 1699–1700: Jean-Paul Bignon
- 1701: Sébastien Le Prestre de Vauban
- 1702: Jean-Paul Bignon
- 1703: Camille Le Tellier de Louvois
- 1704: Jean-Paul Bignon
- 1705: Sébastien Le Prestre de Vauban
- 1706: Philippe de Courcillon
- 1707: Jean-Paul Bignon
- 1708: Camille Le Tellier de Louvois
- 1709–1710: Jean-Paul Bignon
- 1711: Thomas Gouye
- 1712: Jean-Paul Bignon
- 1713: Victor-Marie d’Estrées
- 1714: Jean-Paul Bignon
- 1715: Bernard Renau d’Elicagaray
- 1716–1717: Jean-Paul Bignon
- 1718: Melchior de Polignac
- 1719: Jean-Paul Bignon
- 1720: Jean-Baptiste Colbert, marquis de Torcy
- 1721: Jean-Paul Bignon
- 1722: Melchior de Polignac
- 1723: Guillaume Dubois
- 1724: Camille d’Hostun de la Baume, duc de Tallard
- 1725: André-Hercule de Fleury
- 1726: Jean-Paul Bignon
- 1727: André-Hercule de Fleury
- 1728: Jean-Frédéric Phélypeaux, comte de Maurepas
- 1729: Henri François d’Aguesseau
- 1730: Jean René de Longueil
- 1731: Marc-Pierre d’Argenson
- 1732: Jean-Paul Bignon
- 1733: Melchior de Polignac
- 1734: Jean-Paul Bignon
- 1735: Louis François Armand de Vignerot du Plessis
- 1736: Jean-Baptiste Colbert, marquis de Torcy
- 1737: Jean-Frédéric Phélypeaux, comte de Maurepas
- 1738: André-Hercule de Fleury
- 1740: Jean-Frédéric Phélypeaux, comte de Maurepas
- 1741: Marc-Pierre de Voyer d’Argenson
- 1742: Louis Phélypeaux de Lavrillière
- 1743: Jean-Baptiste Colbert, marquis de Torcy
- 1744: Jean-Jacques Amelot de Chaillou
- 1745: Daniel-Charles Trudaine
- 1746: Michel Ferdinand d’Albert d’Ailly
- 1747: Armand-Louis de Vignerot du Plessis d'Aiguillon
- 1748: Louis Phélypeaux de Lavrillière
- 1749: Jean-Jacques Amelot de Chaillou
- 1750: Michel Ferdinand d'Albert d'Ailly
- 1751: Yves Marie de Maillebois
- 1752: Chrétien-Guillaume de Malesherbes
- 1753: Antoine Louis Rouillé
- 1754: Marc-Pierre de Voyer d'Argenson
- 1755–1756: Louis Phélypeaux de Lavrillière
- 1757: Jean Moreau de Séchelles
- 1758: Paul d'Albert de Luynes
- 1759: Michel Ferdinand de Chaulnes
- 1760: Chrétien-Guillaume de Malesherbes
- 1761: Daniel-Charles Trudaine
- 1762: Louis Phélypeaux de Lavrillière
- 1763: Charles-François Le Tellier de Montmirail
- 1764: Exupère Joseph Bertin
- 1765: Chrétien-Guillaume de Malesherbes
- 1766: Jean Charles Philibert Trudaine de Montigny
- 1767: Marc Antoine René Paulmy d'Argenson
- 1768: Louis Phélypeaux de Lavrillière
- 1769: François César Le Tellier de Courtanvaux
- 1770: Exupère Joseph Bertin
- 1771: Yves Marie de Maillebois
- 1772: Marc Antoine René Paulmy d'Argenson
- 1773: Jean Charles Philibert Trudaine de Montigny
- 1774: Louis Phélypeaux de Lavrillière
- 1775: François César Le Tellier de Courtanvaux
- 1776: Yves Marie de Maillebois
- 1777: Jean Charles Philibert Trudaine de Montigny
- 1778: Marc Antoine René Paulmy d'Argenson
- 1779: Antoine Jean Amelot de Chaillou
- 1780: Jean Paul François de Noailles
- 1781: Chrétien-Guillaume de Malesherbes
- 1782: Yves Marie de Maillebois
- 1783: Jean-Baptiste Gaspard Bochart de Saron
- 1784: Louis-Alexandre de La Rochefoucauld
- 1785: Jean Paul François de Noailles
- 1786: Yves Marie de Maillebois
- 1787: Louis Auguste Le Tonnelier de Breteuil
- 1788: Jean-Baptiste Gaspard Bochart de Saron
- 1789: Étienne Charles de Loménie de Brienne
- 1790: César Henri de La Luzerne
- 1791: Charles Eugène Gabriel de Castries
- 1792: Jean Paul François de Noailles
- 1793: Jean Darcet
- aufgelöst
- 6 nivôse an IV (27. Dezember 1795): Joseph-Louis Lagrange (Président du bureau provisoire de la classe)
- 2e sem. an IV (1796): Pierre-Simon Laplace
- 1e sem. an V (1796–1797): Jean-Charles de Borda
- 2e sem. an V (1797): Charles-René de Fourcroy
- 1e sem. an VI (1797–1798): Bernard Étienne Germain de Lacepède
- 2e sem. an VI (1798): Charles Bossut
- 1e sem. an VII (1798–1799): Antoine-Laurent de Jussieu
- 2e sem. an VII (1799): Jacques Antoine Joseph Cousin
- 1e sem. an VIII (1799–1800): Raphaël Bienvenu Sabatier
- 2e sem. an VIII (1800): Napoleon Bonaparte
- 1e sem. an IX (1800–1801): Claude Louis Berthollet
- 2e sem. an IX (1801): Charles Augustin Coulomb
- 1e sem. an X (1801–1802): René Just Haüy
- 2e sem. an X (1802): Gaspard Monge
- An XI (1802–1803): Jean Antoine Chaptal
- An XII (1803–1804): Lazare Carnot
- An XIII (1804–1805): René Desfontaines
- An XIV (1805–1806): Adrien-Marie Legendre
- 1807: Louis Bernard Guyton de Morveau
- 1808: Louis Antoine de Bougainville
- 1809: Jacques-René Tenon
- 1810: Gaspard Clair Marie de Prony
- 1811: Bernard Etienne Germain de Lacepède
- 1812: Louis de Laplace
- 1813: Jean Noël Hallé
- 1814: Louis Lefèvre-Gineau
- 1815: Jean-Baptiste Huzard
- 1816: Jacques Alexandre César Charles
- 1817: Louis Ramond de Carbonnières
- 1818: Élisabeth-Paul-Édouard de Rossel
- 1819: Nicolas Vauquelin
- 1820: Jacques Sané
- 1821: Pierre François Percy
- 1822: Louis Gay-Lussac
- 1823: Jacques Thénard
- 1824: François Arago
- 1825: Jean Chaptal
- 1826: Denis Poisson
- 1827: Alexandre Brongniart
- 1828: Pierre Louis Dulong
- 1829: Charles de Mirbel
- 1830: Pierre Simon Girard
- 1831: Constant Duméril
- 1832: Sylvestre François Lacroix
- 1833: Étienne Geoffroy Saint-Hilaire
- 1834: Louis Gay-Lussac
- 1835: Augustin de Saint-Hilaire
- 1836: Charles Dupin
- 1837: François Magendie
- 1838: Antoine César Becquerel
- 1839: Eugène Chevreul
- 1840: Denis Poisson (verstorben am 25. April 1840)
- 1840: Jean Victor Poncelet (ab dem 11. Mai 1840)
- 1841: Augustin Serres
- 1842: Jean Victor Poncelet
- 1843: Jean-Baptiste Dumas
- 1844: Charles Dupin
- 1845: Léonce Élie de Beaumont
- 1846: Louis Mathieu
- 1847: Adolphe Brongniart
- 1848: Claude Pouillet
- 1849: Jean-Baptiste Boussingault
- 1850: Louis Isidore Duperrey
- 1851: Pierre Rayer
- 1852: Guillaume Piobert
- 1853: Adrien de Jussieu (verstorben am 29. Juni 1853)
- 1853: Charles Combes (nach dem 29. Juli 1853)
- 1854:  Charles Combes
- 1855: Jacques Binet
- 1856: Jacques Binet (verstorben am 12. Mai 1856)
- 1856: Isidore Geoffroy Saint-Hilaire (ab dem 22. Juni 1856)
- 1857: Isidore Geoffroy Saint-Hilaire
- 1858: César-Mansuète Despretz
- 1859: Henri de Sénarmont
- 1860: Michel Chasles
- 1861: Henri Milne Edwards
- 1862: Jean-Marie Duhamel
- 1863: Alfred Velpeau
- 1864: Arthur Morin
- 1865: Joseph Decaisne
- 1866: Ernest Laugier
- 1867: Eugène Chevreul
- 1868: Charles Delaunay
- 1869: Claude Bernard
- 1870: Joseph Liouville
- 1871: Victor Coste
- 1872: Hervé Faye
- 1873: Armand de Quatrefages de Bréau
- 1874: Joseph Bertrand (nach seiner Wahl am 23. November 1874)
- 1875: Edmé Frémy
- 1876: Edmond Paris
- 1877: Eugène Péligot
- 1878: Hippolyte Fizeau
- 1879: Auguste Daubrée
- 1880: Edmond Becquerel
- 1881: Adolphe Wurtz
- 1882: Jules Jamin
- 1884: Eugène Roland
- 1885: Henry Bouley (verstorben am 30. November 1885)
- 1886: Edmond Jurien de La Gravière
- 1887: Léon Gosselin (verstorben am 30. April 1887)
- 1887: Jules Janssen (nach dem 6. Juni 1887)
- 1888: Jules Janssen
- 1889: Alfred Des Cloizeaux
- 1890: Charles Hermite
- 1891: Pierre Duchartre
- 1892: Antoine d'Abbadie
- 1893: Henri de Lacaze-Duthiers
- 1894: Maurice Loewy
- 1895: Jules Marey
- 1896: Alfred Cornu
- 1897: Adolphe Chatin
- 1898: Charles Wolf
- 1899: Philippe Van Tieghem
- 1900: Maurice Levy
- 1901: Ferdinand Fouqué
- 1902: Anatole Bouquet de La Grye
- 1903: Albert Gaudry
- 1904: Eleuthère Mascart
- 1905: Louis Troost
- 1906: Henri Poincaré
- 1907: Auguste Chauveau
- 1908: Henri Becquerel (bis zu seinem Tod am 24. August 1908)
- 1908: Charles Bouchard (ab dem 29. Juni 1908)
- 1909: Charles Bouchard
- 1910: Émile Picard
- 1911: Armand Gautier
- 1912: Gabriel Lippmann
- 1913: Félix Guyon
- 1914: Paul Appell
- 1915: Edmond Perrier
- 1916: Camille Jordan
- 1917: Arsène d'Arsonval
- 1918: Paul Painlevé
- 1919: Léon Guignard
- 1920: Henri Deslandres
- 1921: Georges Lemoine
- 1922: Emile Bertin
- 1923: Albin Haller
- 1924: Guillaume Bigourdan
- 1925: Louis Bouvier
- 1926: Charles Lallemand
- 1927: Charles Barrois
- 1928: Maurice Hamy
- 1929: Louis Mangin
- 1930: Léon Lecornu
- 1931: Louis de Launay
- 1932: Robert Bourgeois
- 1933: Charles Richet
- 1934: Emile Borel
- 1935: Pierre Augustin Dangeard
- 1936: Jean Perrin
- 1937: Emmanuel Leclainche
- 1938: Aimé Cotton
- 1939: Auguste Béhal
- 1940: Georges Perrier (zurückgetreten am 24. August 1940)
- 1941: Hyacinthe Vincent
- 1942: Ernest Esclangon
- 1943: Gabriel Bertrand
- 1944: Charles Maurain
- 1945: Maurice Caullery
- 1946: Élie Cartan
- 1947: Louis Blaringhem
- 1948: Henri Villat
- 1949: Charles Jacob
- 1950: Gaston Julia
- 1951: Maurice Javillier
- 1952: Albert Caquot
- 1953: Auguste Chevalier
- 1954: Maurice de Broglie
- 1955: Louis Fage
- 1956: Armand de Gramont
- 1957: Léon Binet
- 1958: Paul Montel
- 1959: Albert Portevin
- 1960: Emile Georges Barrillon
- 1961: Louis Hackspill
- 1962: Arnaud Denjoy
- 1963: Roger Heim
- 1964: Georges Poivilliers
- 1965: Jacques Tréfouël
- 1966: Maurice Roy
- 1967: Pierre Paul Grassé
- 1968: André Couder
- 1969: René Dujarric de La Rivière (verstorben am 28. November 1969)
- 1970: Pierre Tardi
- 1971: Georges Chaudron
- 1972: Roger Brard
- 1973: Jean Piveteau
- 1974: Jean Jacques Trillat
- 1975–1976: Maurice Fontaine
- 1977–1978: Jean Coulomb
- 1979–1980: Roger Gautheret
- 1981–1982: Pierre Jacquinot
- 1983–1984: Jean Bernard
- 1985–1986: André Blanc-Lapierre
- 1987–1988: Alain Horeau
- 1989–1990: Jean Aubouin
- 1991–1992: Jean Hamburger
- 1992–1994: Jacques Friedel
- 1994–1996: Marianne Grunberg-Manago
- 1997–1998: Jacques-Louis Lions
- 1999–2000: Guy Ourisson
- 2001–2002: Hubert Curien
- 2003–2004: Étienne-Émile Baulieu
- 2005–2006: Édouard Brézin
- 2007–2008: Jules Hoffmann
- 2009–2010: Jean Salençon
- 2011–2012: Alain Carpentier
- 2013–2014: Philippe Taquet
- 2015–2016: Bernard Meunier
- 2017–2018: Sébastien Candel
- 2019–2020: Pierre Corvol
- 2021–2022: Patrick Flandrin
- 2023–2024: Alain Fischer